# Arvo Aaltonen

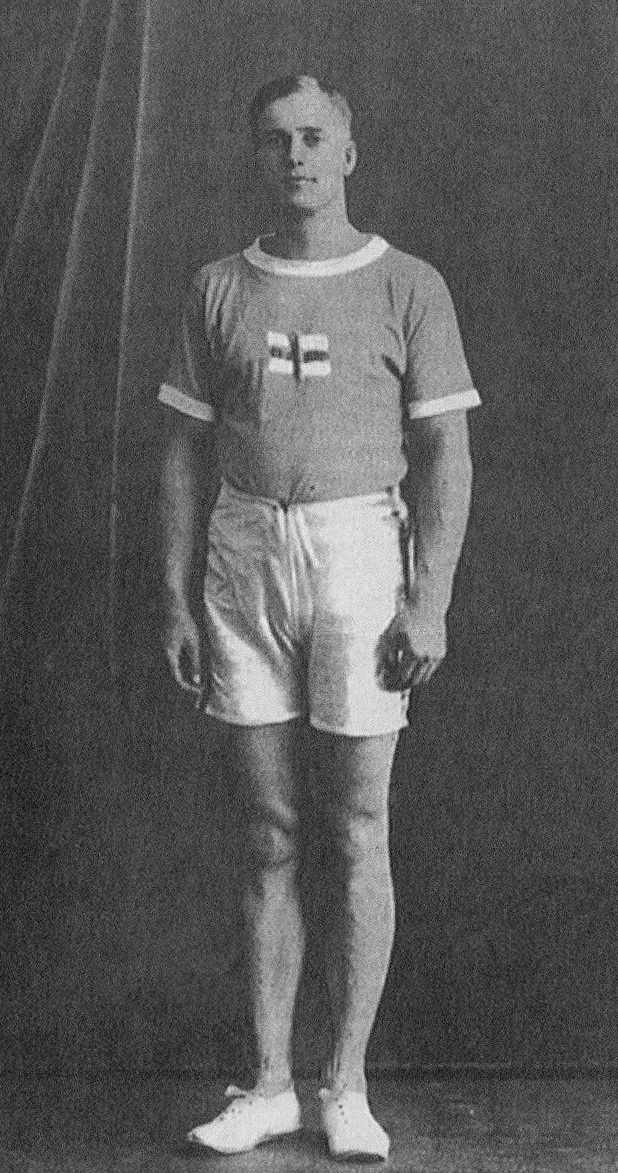
Arvo Aaltonen.

Arvo Ossian Aaltonen, född 2 december 1892 i Björneborg, död där 17 juni 1949, var en finländsk simmare.
Aaltonen erövrade olympiskt brons på såväl 200 som 400 meter bröstsim i Antwerpen 1920.